# Giro dell'Emilia 1965
Il Giro dell'Emilia 1965, quarantottesima edizione della corsa, si svolse il 4 ottobre 1965 su un percorso di 267 km. La vittoria fu appannaggio dell'italiano Michele Dancelli, che completò il percorso in 6h27'00", precedendo i connazionali Adriano Durante e Franco Bitossi.

## Ordine d'arrivo (Top 10)
| Pos. | Corridore        | Squadra           | Tempo    |
| ---- | ---------------- | ----------------- | -------- |
| 1    | Michele Dancelli | Molteni           | 6h27'00" |
| 2    | Adriano Durante  | Ignis             | s.t.     |
| 3    | Franco Bitossi   | Filotex           | s.t.     |
| 4    | Bruno Mealli     | Bianchi-Mobylette | s.t.     |
| 5    | Marino Vigna     | Ignis             | s.t.     |
| 6    | Dino Zandegù     | Bianchi-Mobylette | s.t.     |
| 7    | Paolo Mannucci   | Filotex           | s.t.     |
| 8    | Silvano Schiavon | Legnano           | s.t.     |
| 9    | Luciano Armani   | Bianchi-Mobylette | a 2'40"  |
| 10   | Luciano Sambi    | Legnano           | s.t.     |